# ヴィクトル・ルイス・シュアブ・ザンブラウスカス
ヴィクトル・ルイス（Victor Luis）ことヴィクトル・ルイス・シュアブ・ザンブラウスカス（ポルトガル語: Victor Luis Chuab Zamblauskas、1993年6月23日 - ）は、ブラジルとリトアニアのサッカー選手。ポジションはDF。

## クラブ歴
アソシアソン・ポルトゥゲーザ・ジ・デスポルトスの下部組織でサッカーを始め、2003年に10歳でSEパルメイラスの下部組織に移籍した。パウメイラスのユースでは常にレギュラーを張っていた。
2012年7月に1年の期限付き移籍でFCポルトBに加入。8月12日に選手初出場を記録した。同月末にはフリーキックから選手初得点を記録した。
2013年6月、FCポルトBからパウメイラスに復帰するとジウソン・クレイナ監督によってトップチームに昇格、しかし起用される事は全くなかった。パウメイラス初出場は2014年3月9日で、ブルーノ・セザルに代えての途中出場であった。カンピオナート・ブラジレイロ・セリエAでは5月18日にウィリアム・メンディエタに代わって途中出場し初出場となった。同年7月30日には2017年まで契約を延長した。パウメイラスでの初得点は9月17日であった。
翌2015年にはカンピオナート・ブラジレイロ・セリエBのセアラーSCに期限付き移籍。
2016年から2017年にかけてはボタフォゴFRに期限付き移籍した。
2020年に再びボタフォゴに期限付き移籍した。

## 代表歴
ブラジル生まれではあるがリトアニアの血を引いているため、2017年にエドガラス・ヤンカウスカス率いるリトアニア代表でプレーするのではないかという噂がブラジルメディアの間で流れた。報道によれば既に監督がコンタクトを取っているとの事であった
。